# 林曙光 (作家)
林曙光（1926年7月21日—2000年9月26日），台灣作家、民俗學者、文學評論家。台灣高雄市鹽埕出身。本名林身長，另有筆名瀨南人、照史等。

## 簡歷
12歲赴京都中學求學，畢業後入立命館專門學校化學科，在學期間，浸淫岩波文庫，奠定學養。戰後返台，擔任高雄「國聲報」採訪記者，1946年入台灣師範學院史地系，改任該報台北通信員。1947年二二八事件爆發，「國聲報」被迫停辦。同年8月，在「新生報」副刊，擔任翻譯本土作家日文作品的工作，在這段期間曾翻譯、潤飾葉石濤戰後初期的部分小說。1949年發生四六事件，國民黨特務大規模逮捕台大、師大學生數百人，遂輟學南返，繼承父業。後任三信家商教師兼三信出版社總經理，也從事鄉土文學和地方文史研究，作品以高雄在地民俗、諺語、民間故事為主。

## 著作
- 《打狗滄桑》
- 《打狗搜神記》
- 《打狗采風錄》
- 《台灣文化展望》
- 《打狗瑣譚》
- 《高雄人物述評》》（三輯）
- 《高屏地名物語》

- 《台灣地方人物趣談 第一輯 高雄人物》